# César Martins
César Henrique Martins (Mairinque, Estado de São Paulo, Brasil, 28 de diciembre de 1992), a veces conocido simplemente como César, es un futbolista brasileño que juega como defensa. Actualmente está en el Novorizontino.

## Trayectoria
Nacido en Mairinque, en el estado de São Paulo, César Martins comenzó a competir en el club local Atlético Sorocaba en el Campeonato Paulista donde sus actuaciones despertaron el interés del Ponte Preta que lo fichó a préstamo el 26 de abril de 2013.
En Ponte Preta, César Martins asumió la posición de titular, ayudando al equipo a llegar a la final de la Copa Sudamericana de 2013 la cual perdió ante Lanús, luego se mudó definitivamente al club en diciembre de 2014. Mientras la selección brasileña buscaba beneficiarse económicamente de las actuaciones recientes, el 2 de julio de 2014, anunciaron que César había firmado un contrato de cinco años con el actual campeón portugués Benfica por una tarifa no revelada que luego se confirmó en 2,2 millones de euros por la mitad de sus derechos económicos. 
El 14 de diciembre de 2014 debutó en la Primeira Liga en una victoria a domicilio del Benfica por 0-2 ante el Oporto, en aquel partido entró en sustitución de Luisão quien sufrió una lesión. A finales de enero de 2015, sufrió una lesión muscular, por lo que estuvo varios meses de baja, y solo reapareció el 2 de mayo de 2015 cuando jugó para el filial en la victoria por 1-0 en casa ante el Braga B en la Segunda Liga. 
El 18 de julio de 2015 fue cedido al Flamengo hasta el 30 de junio de 2016. A pesar de ser utilizado habitualmente su imagen no estuvo exento de polémica. En mayo de 2016 hinchas de Flamengo se le acercaron afuera de un mercado comercial, quienes lo insultaron y arrojaron piedras a su automóvil, con su esposa e hijo adentro. Dos semanas después en un partido con el Palmeiras detuvo con las manos un remate de Gabriel Jesus, cometiendo una falta profesional, que conllevaba una posible sanción de nueve partidos. Flamengo le pidió al Benfica que lo retuviera un año más pero se negaron.
Al regresar a Portugal fue cedido al Clube Desportivo Nacional por un año. Jugó 30 partidos allí sin evitar el descenso ya que el club terminó último en la Primeira Liga. El presidente de Nacional lo atacó diciendo que era el peor central que había visto. César se defendió diciendo que siempre lo dio todo por el club y que era de cobardes poner un culpable. En julio de 2017 fue cedido por tercera vez del Benfica, ahora al Vitória Setúbal. A mitad de temporada, César pidió volver a Brasil y fichó por el Juventude de la Série B brasileña. Ocho meses después rescindió su contrato con el Benfica y fichó por el Santa Clara por dos años.

## Clubes
| Club                        | País     | Año       |
| --------------------------- | -------- | --------- |
| Atlético Sorocaba           | Brasil   | 2012-2013 |
| Ponte Preta (cedido)        | Brasil   | 2013-2014 |
| Benfica                     | Portugal | 2014-2018 |
| Benfica B                   | Portugal | 2015      |
| Flamengo (cedido)           | Brasil   | 2015-2016 |
| Nacional (cedido)           | Portugal | 2016-2017 |
| Vitória de Setúbal (cedido) | Portugal | 2017-2018 |
| Juventude (préstamo)        | Brasil   | 2017      |
| Santa Clara                 | Portugal | 2018-2019 |
| Farense                     | Portugal | 2020-2021 |
| Bolivar                     | Bolivia  | 2021-2022 |
| Grêmio Novorizontino        | Brasil   | 2023-     |

## Palmarés
Ponte Preta
- Copa Sudamericana: Subcampeón 2013

Benfica
- Primeira Liga: 2014-15[14]
- Copa de la Liga: 2014-15
- Supercopa de Portugal: 2014

Bolívar
- Primera División de Bolivia: 2022